# Materiały oporowe
Materiały oporowe – materiały przewodzące o dużej oporności właściwej zmieniającej się nieznacznie ze wzrostem temperatury. Są odporne na wysoką temperaturę (żaroodporność, żarowytrzymałość) i czynniki chemiczne (głównie utlenianie).
Temperatury w powietrzu:
- FeCrAl  1400C[1]
- SiC 1625C
- MoSi2 1800C

W nieoksydacyjnej atmosferze użytkowe temperatury są wyższe.
Rodzaje materiałów oporowych:
- stopy metali:
  - stopy miedzi: konstantan, manganin, miedzionikiel, nikielina
  - stopy niklu: chromonikielina (nichrom), ferronichrom
  - stopy żelaza: kantal
- niemetaliczne (ceramiczne)
  - sylit

Stosowane są do wyrobu elementów grzejnych (np. drutów oporowych), termoelementów i oporników.